# Wohlen bei Bern
Wohlen bei Bern är en ort och kommun i distriktet Bern-Mittelland i kantonen Bern, Schweiz. Kommunen har 9 299 invånare (2023). Tillägget "bei Bern" används för att undvika förväxling med Wohlen i kantonen Aargau.
I kommunen finns förutom orten Wohlen även orterna Hinterkappelen, Illiswil, Murzelen, Innerberg, Uettligen, Möriswil och Säriswil.